# Njagan
Njagan (Russisch: Нягань) is een stad in het noorden van West-Siberië. De stad ligt in het noordwesten van het Russische autonome district Chanto-Mansië aan de gelijknamige rivier (zijrivier van de Ob) in het gemeentelijke district Oktjabrski. De stad had 52.610 inwoners bij de volkstelling van 2002.

## Geschiedenis en economie
In 1954 werd door bosbouwers een nederzetting gesticht aan de rivier de Njagan, die nu bekendstaat als Staraja Njagan (oud-Njagan). De bosbouwproductie groeide, waarop in 1965 iets verderop de nederzetting Njach werd gesticht. In 1967 kwam de spoorwegverbinding van Jekaterinenburg naar Priobje aan de Ob gereed. In 1976 kreeg de plaats de status van nederzetting met stedelijk karakter. In 1978 werd het bedrijf Krasnoleninskaja neftegazorazvedyvatelnaja ekspeditsija gesticht voor de opsporing van aardolie, die spoedig werd gevonden. Njagan groeide daarop uit tot een belangrijke plaats voor de aardolie- en aardgasindustrie. Sinds 2000 wordt dit door TNK-Njagan gedaan. Tussen 2004 en 2006 steeg de jaarproductie van dit bedrijf van 4,5 naar 6 miljoen ton olie.
Op 15 augustus 1985 kreeg de plaats de status van stad en werd de naam herdoopt tot Njagan. In 1993 werd de luchthaven van Njagan geopend.

## Geboren
- Maria Sjarapova (1987), tennisster